# Aiaxe ibne Abi Rabia
Aiaxe ibne Abi Rabia (em árabe: Ayyash ibn Abi Rabiah) foi um árabe dos séculos VI e VII, um dos companheiros (sahaba) do profeta Maomé (571–632). Nasceu em Meca e era filho de Abu Rabia Anre ibne Almuguira e Asma binte Macraba. Casou com Asma Umal Jalas binte Salama Macraba e teve dois filhos: Abedalá ibne Aiaxe e Um Harite ibne Aiaxe. Aiaxe esteve entre os que abraçaram o islamismo ante da migração de Maomé para Medina em 622.